# Dark Ambient
Dark Ambient, auch als Ambient Industrial bekannt, ist ein Musiksubgenre, das dem Post-Industrial zugerechnet wird.

## Geschichte
Das Genre entstand Mitte der 1980er Jahre in England unter dem Einfluss des Industrial. Bis zur Mitte der 1980er Jahre verschmolzen bisher noch weniger populäre Künstler des Industrial-Umfelds Elemente und Ideen des Industrial mit Stil-Facetten, die der Gothic-Szene entstammten. Darunter rechnet Marcus Stiglegger den „apokalyptisch anmutenden und Tiefbassbasierten“ Dark Ambient, der insbesondere Ideen aus Brian Enos Ambient 1: Music for Airports und früher Industrial-Veröffentlichungen verbindet. Bereits auf The Second Annual Report aus dem Jahr 1977 arbeiteten Throbbing Gristle mit repetitiven Arrangements aus Loops und Sampling, die Klanglandschaften mit bedrohlicher Atmosphäre erzeugten.

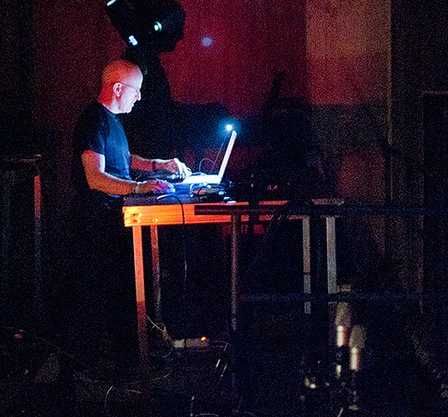
Lustmord beim Norbergfestival, Schweden, 2011

Ähnlich agierten seit Anfang der 1980er Jahre Künstler wie Nocturnal Emissions, Lustmord und Zoviet France, die sich bis in die Mitte der 1980er zunehmend auf diese Spielform des Post-Industrials fokussierten.
Im Laufe der frühen 1990er Jahre etablierte sich die vereinheitlichende Bezeichnung, nachdem Roger Karmanik von Cold Meat Industry damit die Musik von Raison d’être, betitelt hatte. Über Jahre hinweg etablierten sich einige Labels als bedeutsame Größen für die kreative und ökonomische Verbreitung des Genres. Während Cold Meat Industry, das zugleich für die Etablierung des Death Industrial populär wurde, im Jahr 2014 die Aktivität beendete, bildet Cryo Chamber eines der bekanntesten langlebige Label für Dark Ambient. Weitere Label wie Hyperium Records, Malignant Records, Cyclic Law, Tesco Organisation und NOTHingness REcords knüpften an den unterschiedlichen Ideen des Dark Ambient an. Zugleich etablierte sich das Genre international und entwickelte unterschiedliche Ausdrucksvarianten. Einige Interpreten wie Kammarheit tendieren zu einer als karg und lichtlos beschriebenen Stimmung, während andere, wie Apocryphos und Atrium Carceri, weitere Instrumente hinzuziehen, um eine cineastische Atmosphäre mit Bezügen zum Science-Fiction- und Horrorfilm zu erzeugen – Extreme, zwischen denen die Musik seither variiert. Zugleich wurde der Begriff im allgemeinen Gebrauch „zu einem so weit gefassten Sammelbegriff“ entfremdet, dass er auf jede Ambient-Musik, deren Atmosphäre dunkler als New-Age- und Techno-Ambient ist, angewandt wurde.

## Stileinordnung
Dark Ambient wird als hybrider Stil zwischen Dark Wave und Post-Industrial beschrieben. Dabei arrangieren die Künstler synthetische Klangflächen und kombinieren diese mit Field-Recording-Aufnahmen und Samples. Primär orientieren sich Projekte des Genres dabei an einer angestrebten düsteren Atmosphäre. Diese Atmosphäre fußt ursprünglich auf der Verarbeitung von sich entwickelnden dissonanten Harmonien, gepaart mit Dröhnen und extrem niederfrequenten Hintergrund- und Maschinengeräuschen. „Die flächigen Sounds ohne Rhythmusvorgaben im Ambient werden vorrangig elektronisch erzeugt.“ Beizeiten wird dieses Grundgerüst durch Gongs, perkussive Rhythmen, verzerrte Stimmen und Samples, teils unkenntlich bearbeitet, ergänzt. Im Extrem können Werke vollständig aus Radioteleskopaufnahmen, dem Geplapper von Neugeborenen oder Geräuschen, die über Kontaktmikrofone auf Telegrafendrähten aufgenommen wurden, bestehen.

## Kultur
Der Dark Ambient verfügt über keine eigenständige Szene mit eigenen kulturellen Ausprägungen. Das Publikum lässt sich nicht einer Subkultur zuordnen. Dabei wird die Musik überwiegend von Anhängern des Post-Industrial, des Electro, des Dark Wave gehört.
Hinzukommend wird die Musik häufig von Anhängern des Extreme Metal gehört. Insbesondere die Etablierung des Dungeon Synth als derivate Form des Ambient, die im kulturellen Kontext des Black Metal entstand, forcierte die Popularität des Dark Ambient im Metal. Auch weitere Verbindungen wie das von Frédéric Arbour initiierte Label Cyclic Law erhöhten die Aufmerksamkeit für Dark Ambient in der Metalszene.